# コバルト青
コバルト青（英: cobalt blue）は、青色の無機顔料である。コバルトブルーとも呼ばれるセラミック顔料の海碧については、海碧を参照。

## 性質
コバルト青はコバルトブルーとも呼ばれる、耐光性・耐候性・耐酸性・耐アルカリ性のいずれも優れた、非常に安定した顔料として知られている。Colour Index Generic Nameは、Pigment Blue 28である。
組成式はCoAl2O4（アルミン酸コバルト）あるいはCoO・Al2O3（酸化コバルトと酸化アルミニウムのスピネル）で表される。
製法はいくつかあり、
- 水酸化コバルトと水酸化アルミニウムを共沈させる
- 酸化コバルトと水酸化アルミニウムを配合し、900 - 1000°Cで焼成する
- 水酸化アルミウムとリン酸コバルトを1200°Cくらいの高温で焼成する

などの方法で製造される。
比較的鮮やかな青を呈し、コバルトの割合が高いほど濃く、アルミニウムの割合が高いほど淡い顔料となる。絵具やプラスチックの着色や塗料にも使用されるが高価であり、絵具においてはウルトラマリン青とフタロシアニン青、場合によってはさらに白色顔料を配合して安価な代替品（コバルトブルー チント、コバルトブルー ヒュー、コバルトブルー トーン）が製造されている。